# Zelwa (Sejny)
Pour les articles homonymes, voir Zelwa.
Zelwa est un village situé dans la gmina de Giby, dans le powiat de Sejny, dans la voïvodie de Podlachie à l'est de la Pologne.
Il est situé à approximativement 11 km au sud-est de Sejny et à 104 km au nord de la capitale régionale Białystok.
Sa population est de 200 habitants.